# Wladimir Oskarowitsch Kappel

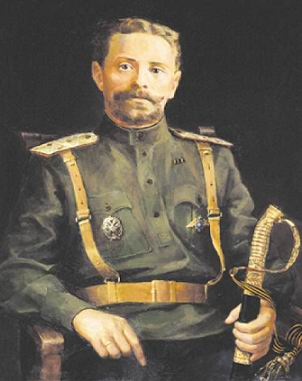
Wladimir Oskarowitsch Kappel (1920)

Wladimir Oskarowitsch Kappel (russisch: Владимир Оскарович Каппель, wissenschaftliche Transliteration Vladimir Oskarovič Kappel', * 16. Apriljul. / 28. April 1883greg. in Zarskoje Selo, St. Petersburg; † 26. Januar 1920 in Werchneozerskaja nahe der Bahnstation von Nischneudinsk, Provinz Irkutsk) war ein russischer Militär, Teilnehmer des Ersten Weltkriegs und Generalleutnant (1919). Während des Russischen Bürgerkrieges war er bei den Weißgardisten Oberbefehlshaber der Ostfront der Russischen Armee.

## Leben

### Herkunft und Ausbildung
Wladimir Kappel wurde in der Familie eines Offiziers schwedischer Herkunft geboren. Er wuchs in Sankt Petersburg auf, sein Geburtsort ist aber umstritten, andere Quellen nennen dafür auch Beljow in der Provinz Tula. Sein gleichnamiger Vater Oskar Pawlowitsch Kappel (1843–1889) war Offizier der zaristischen Armee und mit Elena Petrowna Postolskaja verheiratet, Tochter des Generalmajors P. I. Postolski, einem Teilnehmer am Krimkrieg. Nach Abschluss seiner Grundschulausbildung wurde Vladimir Kappel Kadett im zweiten Kadettenkorps von St. Petersburg. Am 1. September 1901 trat er in die Nikolajewer Kavallerieschule über und wurde am 10. August 1903 für das 54. Nowomirgoroder-Dragonerregiment ausgemustert, wo er am 10. August 1902 zum Kornett und am 29. Januar 1906 zum Leutnant befördert wurde. Im genannten Dragoner-Regiment (1907 in 17. Nowomirgoroder-Lancierregiment umbenannt), wo er ab dem 9. November 1907 bei der 1. Schwadron diente, wurde er zum Regimentsadjutanten ernannt.
Beim Aufenthalt in der Provinz Perm heiratete er 1907 Olga Sergejewna (* 24. Juli 1890), die Tochter des dortigen Staatsrates Sergei Alexejewitsch Strolman. Kappel ließ sich durch die langsame Rangerhöhung in seiner militärischen Ausbildung nicht entmutigen und konnte 1913 erreichen, die Akademie des Generalstabs zu absolvieren. Für seine Leistungen im Studium der Militärwissenschaften erhielt er den Heiligen Anna-Orden 3. Klasse. Kappel erwartete sich davon zunächst keine Vorteile für seinen weiteren Dienst und bat um eine freie Stelle im Militärbezirk Omsk, ein Ansuchen das aber nur vom Moskauer Militärbezirk festgelegt werden konnte.

### Im Ersten Weltkrieg
Schon vor Beginn des Ersten Weltkriegs wurde Kappel der Nikolajewer-Offiziersschule zugewiesen um die „technische Seite der Kavallerie zu studieren“. Er arbeitete dann vom 23. Juli 1914 bis 3. Februar 1915 als Erster Stabsoffizier im Hauptquartier des V. Armeekorps (General der Kavallerie A. I. Litwinow) an der Front in Galizien. Dann wurde der Stabskapitän Kappel als leitender Adjutant des Hauptquartiers der 5. Don-Kosaken-Division (ab 9. Februar 1915) direkt an die Front geschickt und zum Hauptmann befördert. Von Oktober bis November 1915 fungierte er als leitender Adjutant im Hauptquartier des 1. Kavalleriekorps (General der Kavallerie W. A. Oranowski), welches als Teil der 1. Armee an der Westfront operierte. Vom 9. November 1915 bis zum 14. März 1916 war er Oberadjutant des Hauptquartiers der 14. Kavallerie-Division. Im November 1915 war er vorübergehend Stabschef dieser Division, deren Feldbücher von Februar bis Oktober 1915 sind erhalten geblieben, die von Kappel selbst geführten Feldbücher beginnen am 6. November und enden am 29. Februar 1916. Der Dienst im Hauptquartier hinderte ihn nicht seine Reiterei auch persönlich im Feld zu führen, er erhielt den Orden des hl. Wladimir 4. Klasse (1. März 1915), den Orden der hl. Anna 4. Klasse (27. Januar 1916) und den Orden des hl. Stanislaus 2. Klasse (7. Juni 1915). Seit September 1916 war er als amtierender Offizier in der Organisationsabteilung des Generalquartiermeisters des Hauptquartier der Südwestfront tätig. Im Januar 1917 wurde er zum Oberstleutnant befördert und zum stellvertretenden Chef der operativen Abteilung des Hauptquartiers der Südwestfront ernannt.

### Im Bürgerkrieg
Während der Oktoberrevolution von 1917 befand sich Kappel im Hauptquartier der 1. Armee. Kappel wurde zum stellvertretenden Chef der Geheimdienstabteilung des Hauptquartiers ernannt. Mit der Ankunft tschechischer Einheiten in Samara begann seine militärische Karriere in der Volksarmee des Komitees der Konstituierenden Versammlung (das sogenannte Komutsch). Mit Hilfe der Tschechischen Legion war es gelungen, die Kontrolle über die Gebiete Samara und Ufa zu gewinnen. Bei einem Treffen der in Samara lebenden Offiziere des Generalstabs wurde die Frage erörtert, wer die Freiwilligen kommandieren sollte. Im Frühjahr 1918 gab es in Samara nur wenige, die die Befehlsgewalt der zu bildenden Einheiten der Volksarmee übernehmen wollten. Oberstleutnant Kappel übernahm die erste Abteilung von Freiwilligen mit 90 Bajonetten, 45 Säbeln und eine montierte Wolga-Batterie mit 2 Kanonen und 150 Artilleristen. Anfang Juli 1918 nahm er mit seinen Einheiten und dem 4. tschechoslowakischen Regiment Sysran von der Roten Armee zurück. Nach einem 150 km langen Marsch hob er die Bedrohung der rechten Flanke im Raum Sengilei durch die am 21. Juli erreichte Eroberung von Simbirsk auf. Nach diesem Erfolg bestand er auf einem schnellen Streifzug nach Kasan und Saratow, weil er glaubte, riesige Lagerhäuser mit Waffen, Munition, Medikamenten, Munition und Goldreserven beschlagnahmen zu können. Gleichzeitig würde die Eroberung von Saratow bedeutende Kräfte der Ural-Kosaken für die Verstärkung der Wolga-Front freisetzen. Mit Hilfe der weißen Kama-Flottille besetzte er Stawropol an der Wolga. Den Truppen des Komutsch gelang es am 7. August auch die wichtige Stadt Kasan einzunehmen, wo Kappel einen Teil der Goldreserven des Russischen Kaiserreiches in Höhe von 650 Millionen Rubeln für die Sache der weißen Garde sicherstellen konnte. (→Kasaner Operation)
Der Rote Oberbefehlshaber Trotzki traf dann selbst an der Ostfront gegen die kleine Volksarmee ein. Simbirsk ging zwischen 14. bis 16. August wieder verloren. Die Rote Armee trat dann in der Kasaner Operation mit drei Armeen gleichzeitig zur Gegenoffensive an: Während die 5. und 2. Armee unter Pēteris Slavens nur bedingt kampffähig waren, führte die 5. Armee unter Tuchatschewski den Hauptschlag. In der zweiten Augusthälfte befehligte Kappel eine Volksarmee mit 5000 Bajonetten, 3500 Säbeln, und 45 Kanonen samt 150 Maschinengewehren. Mit diesen Kräften befand er sich damals auf der Frontlinie Bogorodsk – Buinsk – Simbirsk. Er versuchte die rote Stellung bei Kasan zu schwächen, indem er amphibische Landungen der weißen Kama-Flottille in ihrem Rücken durchführte.
Anfang September 1918 versuchte Kappel erfolglos, Simbirsk zurückzuerobern. Danach vereinigte er sich mit den Überresten der Kasaner-Division der Volksarmee und zog sich mit diesen Kräften nach Ufa zurück. Unter Kappels Führung wurden alle Streitkräfte der Volksarmee – insgesamt 14.500 Bajonette, 1500 Säbel und 70 Kanonen in Brigaden (Samara-, Kasaner- und Simbirsker-Brigade) organisiert. Kappel formierte eine Wolga-Verteidigung, welche unter der Heeresgruppe Samara die Eisenbahnlinie Ufa-Zlatoust deckte. Im Oktober 1918 nahm Kappel die Verteidigung am Ik-Abschnitt zwischen Simbirsk und Bugulma auf, bis November 1918 begann nach heftigen Kämpfen der teilweise Abzug von Kappels Verbänden, die zum 2. Ufa-Korps formiert worden waren. Während der gesamten Zeit des Rückzugs waren seinem Korps das polnische 1. Regiment, eine kleine Anzahl von Orenburger Kosaken und ein englischer Panzerwagen unterstellt. Auch ohne Verstärkung und Nachschub griff er vom 10. bis 18. November die Rote Armee ständig an und führte zusammen mit dem tschechischen General Sergej Vojcechovský die Abwehr der roten Offensive gegen Ufa, Troitskosawk und Belebey.
Kappel wurde gerade zum Generalmajor befördert, als große Teile seiner Einheiten Ende Dezember 1918 buchstäblich ohne Nachschub verstarben. Kappel wurde von den Monarchisten abgelehnt, weil sie argumentierten, dass seine Truppen zumeist aus Sozialrevolutionären und Tschechen bestehen würden. Kappel war bereits gezwungen, das 2. Ufa-Korps auf Kosten gefangener Soldaten der Roten Armee aufzufüllen, infolge dessen ging Mitte Mai 1919 eines seiner Regimenter vollständig auf die Seite der Roten Armee über. Von Mai bis Juni 1919 wurde die Offensive der Roten Armee durch Aufopferung des Kappel-Korps vorübergehend verzögert. Er erhielt in dieser Zeit den Orden des hl. Georg 4. Klasse (22. Juni 1919) und 3. Klasse (11. September 1919). Er schlug die roten Truppen noch in den gebirgigen Ural-Passagen wie auch am Fluss Belaja, aber im Sommer und Herbst 1919 wurde Kappels Korps von den Verfolgern, darunter Tschapajews 25. Schützendivision, praktisch aufgerieben.
Mitte November 1919 wurde Kappel zum Kommandeur der 3. Armee ernannt, die sich hauptsächlich aus gefangenen Soldaten der Roten Armee zusammensetzte, die nicht ausreichend ausgebildet worden waren. Anfang Dezember 1919 unterdrückte er den pro-sozialistischen Aufstand von Oberst Iwakin und versuchte sich die Region Barnaul-Bijsk zu erhalten. Admiral Koltschak ernannte Kappel am 3. Dezember 1919 auf der Sudschenka-Station zum Generalleutnant und Oberbefehlshaber der weißen Armeen der Ostfront. Nach der Aufgabe von Nowonikolajewsk brach ab 12. Dezember der weiße Widerstand großteils zusammen. Nachdem Koltschak Omsk verlassen hatte, wurden Kappel die Befugnisse des „Obersten Befehlshabers“ während der folgenden „Sibirischen Eiskampagne“ von 1919 übertragen. Kappels Truppen mussten sich kämpfend entlang der Eisenbahn 3000 Meilen von Omsk über Atschinsk nach Transbaikalien zurückziehen und erlitten bei −50 Grad enorme Verluste. Am Bahnhof Nischneudinsk beschlagnahmten die Tschechen gewaltsam zwei Dampflokomotiven aus der Staffel des Obersten Herrschers. Nachdem Koltschak an die Feinde der Weißen übergeben worden war, forderte er in einem Ultimatum den Befehlshaber der Tschechen und Slowaken in Sibirien Jan Syrový auf, die tschechischen Verbrechen zu stoppen und die Unterstützung der Bolschewiki zu beenden. In der Nähe von Krasnojarsk wurde Kappels Armee infolge des Verrats des Generals B. M. Zinewitsch umzingelt. Die Kapitulation ablehnend, konnte Kappel mit einem kleinen Teil seiner Truppen unter Umgehung der Stadt aus der Einkreisung ausbrechen. Er versuchte noch am 5. und 6. Januar 1920 Krasnojarsk zurückzuerobern, hatte aber nicht genug Streitkräfte, um sich durchzusetzen.

### Das Ende

Wladimir Oskarowitsch Kappel

Der weitere Weg von Kappels Armee führt entlang des gefrorenen Jenissei, den man am 7. Januar 1920 erreichte und entlang des Kan-Flusses, wo ihm seine Beine einfroren. Als das Taiga-Dorf Bargi erreicht war, musste sich Kappel seine erfrorenen Fersen und einige Zehen mit einem einfachen Messer ohne Betäubung amputieren lassen. Nach der Operation konnte Kappel seine Reise zu Pferd fortsetzen, aber acht Tage nach dem Verlassen des Dorfes Bargi begann sich sein Zustand zu verschlechtern und es entwickelte eine bilaterale Lungenentzündung. Er wurde in einen Schlitten gesetzt, in dem er ab 21. Januar noch einige Tage fuhr, weil er das Gefühl hatte, dass seine Stärke ihn bald vollkommen verlassen würde. Aufgrund der allgemeinen Verschlechterung seines Gesundheitszustands übergab er am 21. Januar das Kommando der Truppen an General Sergej Vojcechovský.
In Nischneudinsk organisierte Kappel am 22. Januar noch ein Treffen, bei dem beschlossen wurde, den Rückzug nach Irkutsk in zwei Kolonnen zu beschleunigen, dann Kontakt mit G. M. Semjonow aufzunehmen und eine neue Front in der Region Transbaikalien zu schaffen. Nach dem Treffen appellierte Kappel an die Bauern Sibiriens, zur Besinnung zu kommen und die Weißen zu unterstützen, und warnte vor der Roten Armee, die nicht Freiheit, sondern Sklaverei und Verfolgung des Glaubens bringen würde. Er übergab Vojcechovský seinen Ehering mit der Bitte, ihn seiner Frau zu senden. Die ganze Nacht des 25. Januar erlangte er das Bewusstsein nicht wieder. Die letzten Worte von General Kappel laut Augenzeugen lauteten: „Sagen Sie den Truppen, dass ich Russland geliebt habe, sie geliebt habe, und durch meinen Tod unter ihnen habe ich es bewiesen.“ Er starb wenige Stunden darauf ohne Bewusstsein im Dorf Werchneozerskaja an einer Blutvergiftung (nach anderen Quellen am 26. Januar 1920 in Nischneudinsk an einer Lungenentzündung). Nach dem Ende der Eiskampagne wurde die in einem hölzernen Sarg mitgeführte Leiche von Kappel in Tschita beigesetzt. Im Herbst 1920 wurden seine Überreste nach der Annäherung der Roten Armee von Transbaikalien nach Harbin abtransportiert, wo er am Zaun der Kirche der Heiligen Iwerskaja begraben wurde.
Seine Ehefrau Olga Sergejewna hatte ihm zwei Kinder geschenkt: die Tochter Tatjana (* 1909) und den Sohn Kyrill (* 1915), die im Sommer 1918 mit ihren Verwandten noch in Jekaterinburg lebten. Olga wurde von einem sowjetischen Kommissar als Geisel nach Moskau gebracht, dann verschwanden ihre Spuren für längere Zeit, sie verstarb erst 1960. Auch das weitere Schicksal von Kappels Kindern ist bis heute unbekannt.

## Andenken
Am 25. Juli 2001 wurde auf Initiative der irakutskischen Kosakenarmee und des Atamans Nikolai Merinow im Bereich des Bahnhofs Utai in der Region Irkutsk an der Stelle von Kappels Tod ein vier Meter hohes Gedenkkreuz errichtet.
Am 14. Dezember 2006 wurden Kappels exhumierte Überreste im chinesischen Harbin von der Initiativgruppe des Vorsitzenden der Synodalabteilung des Moskauer Patriarchats, Dimitri Smirnow, des Sinologen Dmitri Napary, der Forensiker S. Nikitin und A. V. Kirisenko sowie des Produzenten und Leiters der Nachrichtenagentur „Weiße Helden“ A. N. Alexajew aufgefunden und nach Moskau überführt. Am 13. Januar 2007 wurde die Asche von General Kappel auf dem Friedhof des Donskoi-Klosters – neben den Gräbern von General A. I. Denikin und dem Philosophen I. A. Iljin beigesetzt. Laut dem Militärhistoriker Antony Beevor erfolgte die Überführung der sterblichen Überreste auf Veranlassung von Wladimir Putin.
Am 30. August 2008 wurde in der Stadt Bjelew, Region Tula, eine Gedenktafel am Hause der Straßenkreuzung Sowjetskaja/Kaluschskaja 24 angebracht, in dem die Familie Kappel lebte und wo man auch den Geburtsort des Generals vermutet. Am 28. September 2018 wurde in Uljanowsk (Simbirsk) in der Tuchatschewski-Straße eine Gedenktafel für General Kappel und die Soldaten des 1. Wolga-Armeekorps enthüllt.